# Sigurður Jónsson
Kristian Sigurður Jónsson, noto anche come Siggi Jónsson (Akranes, 27 settembre 1966), è un allenatore di calcio ed ex calciatore islandese.